# Frédéric Lancien
Frédéric Lancien (Concarneau, 14 de febrero de 1971) es un deportista francés que compitió en ciclismo en la modalidad de pista. Ganó una medalla de bronce en el Campeonato Mundial de Ciclismo en Pista de 1991, en la prueba de tándem. Su esposa, Nathalie Even, también compitió en ciclismo.
Participó en los Juegos Olímpicos de Barcelona 1992, ocupando el sexto lugar en el kilómetro contrarreloj.

## Medallero internacional
| Campeonato Mundial | Campeonato Mundial   | Campeonato Mundial | Campeonato Mundial |
| Año                | Lugar                | Medalla            | Competición        |
| ------------------ | -------------------- | ------------------ | ------------------ |
| 1991               | Stuttgart (Alemania) | Medalla de bronce  | Tándem (A)         |